# Edward Bunker
Edward Heward Bunker (Hollywood, Los Angeles, Califòrnia, 31 de desembre de 1933 – Burbank, Califòrnia, 19 de juliol de 2005) fou un autor estatunidenc de novel·la negra, guionista i actor. Va escriure molts llibres, alguns dels quals van ser adaptats com a pel·lícules. Va ser guionista a Straight Time (1978) traduïda al castellà com "Libertad condicional", Runaway Train (1985) traduïda com El tren de l'infern, i Animal Factory (2000).

## Biografia
Criat en llars d'acollida i reformatoris des que els seus pares es divorciaren quan ell tenia quatre anys, va iniciar una carrera criminal de ben jove, i va continuar al llarg dels anys, tornant un cop i un altre a la presó. A la presó es convertí en lector voraç i en el cronista ideal dels baixos fons i la mala vida de Los Angeles. Va complir condemna per atracament de bancs, tràfic de drogues, extorsió, robatori a mà armada, i falsificació. Va anar repetint un patró de condemnes, condicionals, alliberaments i fugides, més crims i noves condemnes arribant a figurar a la llista dels deu fugitius més buscats per l'FBI. Va sortir de la presó el 1975, quan va deixar enrere de manera permanent els seus dies com a criminal. Bunker es va mantenir fora de la presó en endavant, i en lloc d'això es va concentrar en la seva carrera com a escriptor i actor.
Algunes de les seves obres més reconegudes són No Beast So Fierce (traduïda al castellà com "No hay bestia tan feroz"), Stark, Dog Eat Dog (traduïda al castellà com "Perro come perro"), i la parcialment autobiogràfica Little Boy Blue, entre d'altres. També va publicar unes memòries Education of a Felon (traduïda al català com L'educació d'un lladre: autobiografia, Alba Editorial).
Com a actor una de les seves aparicions més populars va ser encarnant el personatge de Mr. Blue a la pel·lícula Reservoir Dogs (1992) de Quentin Tarantino.
Assessorà a Michael Mann a Heat (1995) i obtingué una candidatura pel seu guió d'El tren de l'infern (1985) d'Andrei Kontxavloski.

## Filmografia
- Straight Time (1978) – Mickey, també coguionista, basat en la seva novel·la No Beast So Fierce
- The Long Riders (1980) – Bill Chadwell
- El tren de l'infern (1985) – Jonah, també coguionista
- Slow Burn (1986) – George
- Perseguit (The Running Man) (1987) – Lenny
- Shy People (1987) – Chuck
- Amenaça nuclear (Miracle Mile) (1988) – Nightwatchman
- Fear (1988) – Lenny
- Tango & Cash (1989) – Capità Holmes
- Combat final (1989) – Stan
- Relentless (1989) – Cardoza
- Reservoir Dogs (1992) – Mr. Blue
- Love, Cheat & Steal (1993) – Vell Con
- Distant Cousins (1993) – Mister Benson
- Best of the Best 2 (1993) – Operari
- Somebody to Love (1994) – Jimmy
- Shadrach (1998) – Joe Thorton
- Animal Factory (2000) – Buzzard, també coguionista, basat en la seva novel·la
- Family Secrets (2001)
- 13 Moons (2002) – Hoodlum No. 1
- The Longest Yard (2005) – Skitchy Rivers
- Nice Guys (2005) – Big Joe